# Левчук Микола Павлович
Микола Павлович Левчу́к (30 квітня 1896, Свидова — 26 липня 1989, Канора) — канадський видавець, цирковий артист, скульптор.

## Життєпис
Народився 30 квітня 1896 року в селі Свидовій (нині Чортківський район, Тернопільської області, Україна). З 1902 року у Канаді, де навчався у школі імені Івана Франка в Канорі, русинській школі у Вегревілі.
1917 року заснував видавничо-поліграфічний магазин «Нова Ера». В юності захопився магією, виступав з власними номерами у товаристві «Водевіль Левчука», що згодом стало відоме як «Розважальне шоу Левчука». У 1918 році здійснив перший показ вистави. Протягом 30 років гастролював Західною Канадою.
Заснував власну друкарню, неперіодично упродовж 1931—1936 років видавав журнал «New Era». 1963 року у Канорі відкрив стаціонарний цирк. Помер в Канорі 26 липня 1989 року. Його фонд (афіші, фотографії, відеоматеріали) зберігається у Бібліотеці та архіві Канади.

## Творчий доробок
- 1980 року, разом із сином Орестом, встановив в'їзний пам'ятний знак «Леся» у Канорі;
- 1988 року написав автобіографію «Lewchuk's „Creative magic“: The life and work of prof. N. P. Lewchuk» («„Творча магія“ Левчука: життя та діяльність професора М. П. Левчука»).

## Виноски
1. ↑  Діяльність припинено після Другої світової війни через фінансові проблеми.